# Ali Haji-Sheikh
Ali S. Haji-Sheikh (* 11. Januar 1961 in Ann Arbor, Michigan) ist ein ehemaliger US-amerikanischer American-Football-Spieler auf der Position des Kickers, iranischer Abstammung. Er spielte für die New York Giants, Atlanta Falcons und Washington Redskins in der NFL.

## Frühe Jahre
Sheikh ging in Arlington, Texas, auf die Highschool. Später besuchte er die University of Michigan.

## NFL

### New York Giants
Sheikh wurde im NFL-Draft 1983 in der neunten Runde an 237. Stelle von den New York Giants ausgewählt. In seiner ersten Saison verwandelte er 35 von 42 Versuchen, was damals einen Rekord in der NFL darstellte, dieser Rekord blieb bis 1996 bestehen. Er blieb drei Jahre bei den Giants. 1983 wurde er in den Pro Bowl gewählt.

### Atlanta Falcons
Die Saison 1986 verbrachte er bei den Atlanta Falcons. Er verwandelte neun von 12 Field-Goal-Versuchen. Er wurde am 27. August 1987 von den Falcons entlassen.

### Washington Redskins
Am 15. September 1987 unterschrieb er einen Vertrag bei den Washington Redskins. Mit den Redskins erreichte er den Super Bowl XXII, welcher mit 42:10 gegen die Denver Broncos gewonnen wurde. Hier erzielte er sechs Extrapunkte und verschoss ein Field Goal.